# ساندي تورنبول
ساندي تورنبول (بالإنجليزية: Sandy Turnbull)‏ هو لاعب كرة قدم بريطاني (وحمل سابقاً جنسية المملكة المتحدة لبريطانيا العظمى وأيرلندا) في مركز الهجوم، ولد في 30 يوليو 1884 في المملكة المتحدة، وتوفي في 3 مايو 1917 في أراس في فرنسا. لعب مع مانشستر سيتي ومانشستر يونايتد ونادي روتشديل ونادي ليتون أورينت.

## وصلات خارجية
- ساندي تورنبول على موقع عالم كرة القدم.نت (الإنجليزية)